# José Manuel Romero-Salazar
José Manuel Romero-Salazar (Madrid, 1964) es un periodista español, subdirector del diario El País.
Licenciado en Ciencias de la Información por la Universidad Complutense de Madrid, ha desarrollado su actividad periodística en diversas emisoras de radio hasta que dirigió un programa parlamentario en Telemadrid. Tras dirigir la sección de Local del diario El Sol, en 1993 se incorporó al diario El País y fue nombrado subdirector del mismo en octubre de 2007 con motivo de la nueva etapa del diario. Fue Premio Ortega y Gasset de periodismo en 2010.